# Jean-François Dubugrarre
Jean-François Dubugrarre fou un organista francès del segle xviii autor d'un Méthode plus courte et plus facile que l'ancienne pour l'accompaggnement du clavecin (París, 1754) i d’Etrennes à la jeunesse où l'on détaille les principes de la musique (1760).